# Stradivari Laub-Petschnikoff
Lo Stradivari Laub–Petschnikoff del 1722 è un antico violino fabbricato dal liutaio italiano Antonio Stradivari of Cremona (1644-1737).  È uno dei soli 700 strumenti Stradivari ancora esistenti nel mondo.
Un tempo era di proprietà e suonato da Ferdinand Laub (1832-1875) e successivamente da Alexander Petschnikoff (1873-1948).  All'inizio degli anni '60, il Laub-Petschnikof fu acquisito da Rembert Wurlitzer, un commerciante di strumenti a corda di New York. Fu poi acquistato dal filantropo canadese J.W. McConnell, che donò lo strumento all'Orchestre symphonique de Montréal per l'utilizzo da parte del violinista Calvin Sieb.